# Reserva Indígena Murunahua
Koordinaten: 10° 9′ 15,5″ S, 72° 35′ 44,2″ W
Die Reserva Indígena Murunahua ist ein Schutzgebiet für die indigene Bevölkerung im Nordosten der Provinz Atalaya in der Region Ucayali in Ost-Peru. Am 11. Juni 1998 wurde die Reserva Territorial Murunahua eingerichtet. Sie besaß eine Fläche von 4815,6 km². Am 19. Mai 2016 wurde das Schutzgebiet im Rahmen des Decreto Supremo Nº 007-2016-MC in die jetzige Reserva Indígena Murunahua umgewandelt. Diese hat eine Fläche von 4703,06 km².

## Lage
Das Indianerreservat liegt in den Distrikten Yurúa und Raimondi an der brasilianischen Grenze. Es liegt im Amazonastiefland 135 km ostnordöstlich der Provinzhauptstadt Atalaya. Der Süden des Reservates wird vom Río Mapuya, ein rechter Nebenfluss des Río Inuya, nach Westen zum Río Urubamba entwässert. Der zentrale und der nördliche Teil des Schutzgebietes liegen im oberen Einzugsgebiet des Río Yurúa. Das Schutzgebiet grenzt im Südosten an den Nationalpark Alto Purús sowie im Nordosten an das Schutzgebiet Concesión para Conservación Yurúa.

## Bevölkerung
In dem Reservat leben die isolierten indigenen Volksgruppen der Murunahua, Chitonahua und Mashco-Piro. Die Eingeborenen-Siedlung Amahuaca hat einen ersten Kontakt zur Außenwelt. Die Menschen ernähren sich von der Jagd, vom Fischfang und dem Sammeln von Früchten und anderem Essbaren. Sie sind weitgehend ohne medizinische Versorgung und wenig immun gegen bekannte Viren und Bakterien.